# Église Saint-Valery d'Anneville-sur-Scie
Pour les articles homonymes, voir Église Saint-Valery.
L'église Saint-Valery est une église paroissiale dépendant de la paroisse de Dieppe-Ouest. Elle est située à Anneville-sur-Scie dans le département français de Seine-Maritime à proximité de Dieppe. Elle se trouve à côté de la fontaine Saint-Ribert.

## Historique

### L'époque du Moyen Âge tardif
Elle fut édifiée par le chambellan des rois de France Charles VIII et Louis XII, Jacques de Moy. Les travaux furent poursuivis à la fin du XVe siècle par le seigneur d’Estouville. Avant sa reconstruction à la suite du désastre de la guerre de Cent Ans (1328-1456) elle fut dédiée à saint Ripert.

### L'époque moderne
Au XVIIe siècle, en 1694, plus précisément, la paroisse appartient au comte d'Ausmonvile est se situe à deux lieues de Dieppe soit dans le poids et mesure utilisé en Normandie environ cinq kilomètres de distance de la ville de Dieppe.

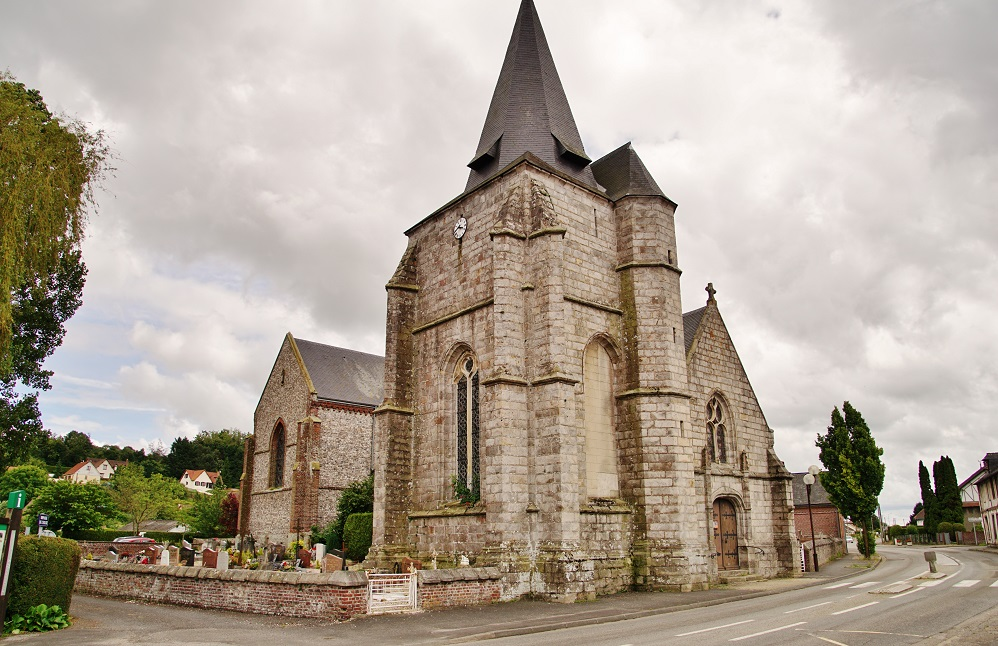
Église d'Anneville-sur-Scie, au 26 rue de Paris vue de la route en allant vers Dieppe.

L’ordonnance du 31 mai 1733 du roi Louis XV ordonne que les paroisses de l'amirauté de Barfleur dont dépend alors à titre d'exception Saint-Valery soit exempte de taxe de coupe de bois. À noter toutefois à l’époque, on orthographiait Anneville-en-Scere est non Annville-sur-Scie.

### LeXIXesiècle
Le XIXe siècle est celui des villégiatures et du tourisme littéraire. Maupassant est né dans le village à proximité, La Tourvile sur Arc.
Beaucoup de sources relatives à la vie paroissiale au XIXe siècle à Anneville-sur-Scie sont fournies par la revue les Études normandes qui consacrèrent un numéro à l'histoire ecclésiastique du diocèse de Rouen en 1955.

## Architecture

### Le chœur de l'église
Dans la notice fournie par la commission de la sauvegarde de l'art français, il est indiqué que le chœur roman du temps du moine évangélisateur mérovingien saint Riper était présent jusqu'au XIXe siècle. Ce sont les architectes rationalistes de la seconde partie de siècle qui le détruisent car ne correspondant plus aux usages de l'époque.
Elle n'est toutefois pas mentionnée dans le relevé archéologique de Michel Hardy en 1873.

### La nef
La nef, qui est la partie accueillant les fidèles de forme rectangulaire n'est pas sans rappeler la coque d'un bateau. Elle fut inachevée car une chapelle sous nef devait être construite.